# Microhyla maculifera
Microhyla maculifera är en groddjursart som beskrevs av Robert F. Inger 1989. Microhyla maculifera ingår i släktet Microhyla och familjen Microhylidae. IUCN kategoriserar arten globalt som sårbar. Inga underarter finns listade i Catalogue of Life.